# 華蓋六
仙后座43，又名BD+67 149，HD 10221、SAO 11919、HR 478，是仙后座的一颗恒星，视星等为5.59，位于銀經127.68，銀緯5.64，其B1900.0坐标为赤經1h 34m 55.6s，赤緯+67° 5.64′ 14″。